# Сен-Ренан (кантон)
Сен-Ренан (фр. Saint-Renan) — кантон во Франции, находится в регионе Бретань, департамент Финистер. Входит в состав округа Брест.

## История
До 2015 года в состав кантона входили коммуны Гипронвель, Иль-Молен, Ламполь-Плуарзель, Ланривоаре, Ле-Конке, Локмарья-Плузане, Милизак, Плуарзель, Плугонвелен, Плумоге, Сен-Ренан и Требабю.
В результате реформы 2015 года состав кантона был изменен — в него вошли отдельные коммуны упраздненных кантонов Плудальмезо и Уэсан.
С 1 января 2017 года состав кантона изменился: коммуны Милизак и Гипронвель образовали новую коммуну Милизак-Гипронвель.

## Состав кантона с 1 января 2017 года
В состав кантона входят коммуны (население по данным Национального института статистики за 2019 г.):
- Брелес (861 чел.)
- Иль-Молен (160 чел.)
- Ламполь-Плуарзель (2 145 чел.)
- Ланильдю (957 чел.)
- Ланривоаре (1 460 чел.)
- Ле-Конке (2 750 чел.)
- Локмарья-Плузане (5 092 чел.)
- Милизак-Гипронвель (4 550 чел.)
- Плуарзель (3 854 чел.)
- Плугонвелен (4 183 чел.)
- Плумоге (2 119 чел.)
- Плурен (1 245 чел.)
- Порсподе (1 779 чел.)
- Сен-Ренан (8 163 чел.)
- Требабю (360 чел.)
- Треуэрга (333 чел.)
- Уэсан (833 чел.)

## Политика
На президентских выборах 2022 г. жители кантона отдали в 1-м туре Эмманюэлю Макрону 35,6 % голосов против 18,5 % у Марин Ле Пен и 18,2 % у Жана-Люка Меланшона; во 2-м туре в кантоне победил Макрон, получивший 69,4 % голосов. (2017 год. 1 тур: Эмманюэль Макрон – 29,6 %, Франсуа Фийон – 20,0 %, Жан-Люк Меланшон – 17,3 %, Марин Ле Пен – 13,9 %; 2 тур: Макрон – 72,0 %. 2012 год. 1 тур: Франсуа Олланд — 31,0 %, Николя Саркози — 27,8 %, Франсуа Байру — 13,1 %; 2 тур: Олланд — 54,0 %).
С 2021 года кантон в Совете департамента Финистер представляют вице-мэр коммуны Плурен Мари-Кристин Ленес (Marie-Christine Lainez) (Республиканцы) и мэр города Сен-Ренан Жиль Мунье (Gilles Mounier) (Разные правые). 
|                | Кандидаты                       | Партия                   | Первый тур | Первый тур     | Второй тур | Второй тур |
| Кол-во голосов | Кандидаты                       | Партия                   | % голосов  | Кол-во голосов | % голосов  |            |
| -------------- | ------------------------------- | ------------------------ | ---------- | -------------- | ---------- | ---------- |
|                | Мари-Кристин Ленес Жиль Мунье   | Правый блок              | 4 750      | 40,05          | 5 475      | 54,92      |
|                | Бернар Кийевере Аннаиг Юэльван  | Левый блок               | 2 895      | 24,41          | 5 315      | 45,08      |
|                | Франк Гикьо Армель Жакен        | Левый блок — Зелёные     | 2 491      | 21,00          |            |            |
|                | Кристель Бурвен Жан-Марк Брено  | Национальное объединение | 1 313      | 11,07          |            |            |
|                | Мартин Донваль Паскаль Жанмуген | Прочие                   | 411        | 3,47           |            |            |

|                | Кандидаты                    | Партия                  | Первый тур | Первый тур     | Второй тур | Второй тур |
| Кол-во голосов | Кандидаты                    | Партия                  | % голосов  | Кол-во голосов | % голосов  |            |
| -------------- | ---------------------------- | ----------------------- | ---------- | -------------- | ---------- | ---------- |
|                | Дидье Ле Гак Элиан Палье     | Социалистическая партия | 7 065      | 44,72          | 8 205      | 53,14      |
|                | Вивиан Годбер Жиль Мунье     | Правый блок             | 5 730      | 36,27          | 7 234      | 46,86      |
|                | Дидье Берго Клод Флош        | Национальный фронт      | 2 034      | 12,88          |            |            |
|                | Сильвин Мартен Жюльен Шатель | Вставай, Франция        | 969        | 6,13           |            |            |